# Famille Lanckoronski
La famille Lanckoroński  fait partie des familles aristocratiques polonaises. Elle est influente entre les XIVe et XVIIIe siècle.
La famille tire son nom du village de Lanckorona.

## Personnalités
- Karol Lanckoroński,
- Stanisław Lanckoroński,
- Karolina Lanckorońska,
- Przecław Lanckoroński.

## Demeures

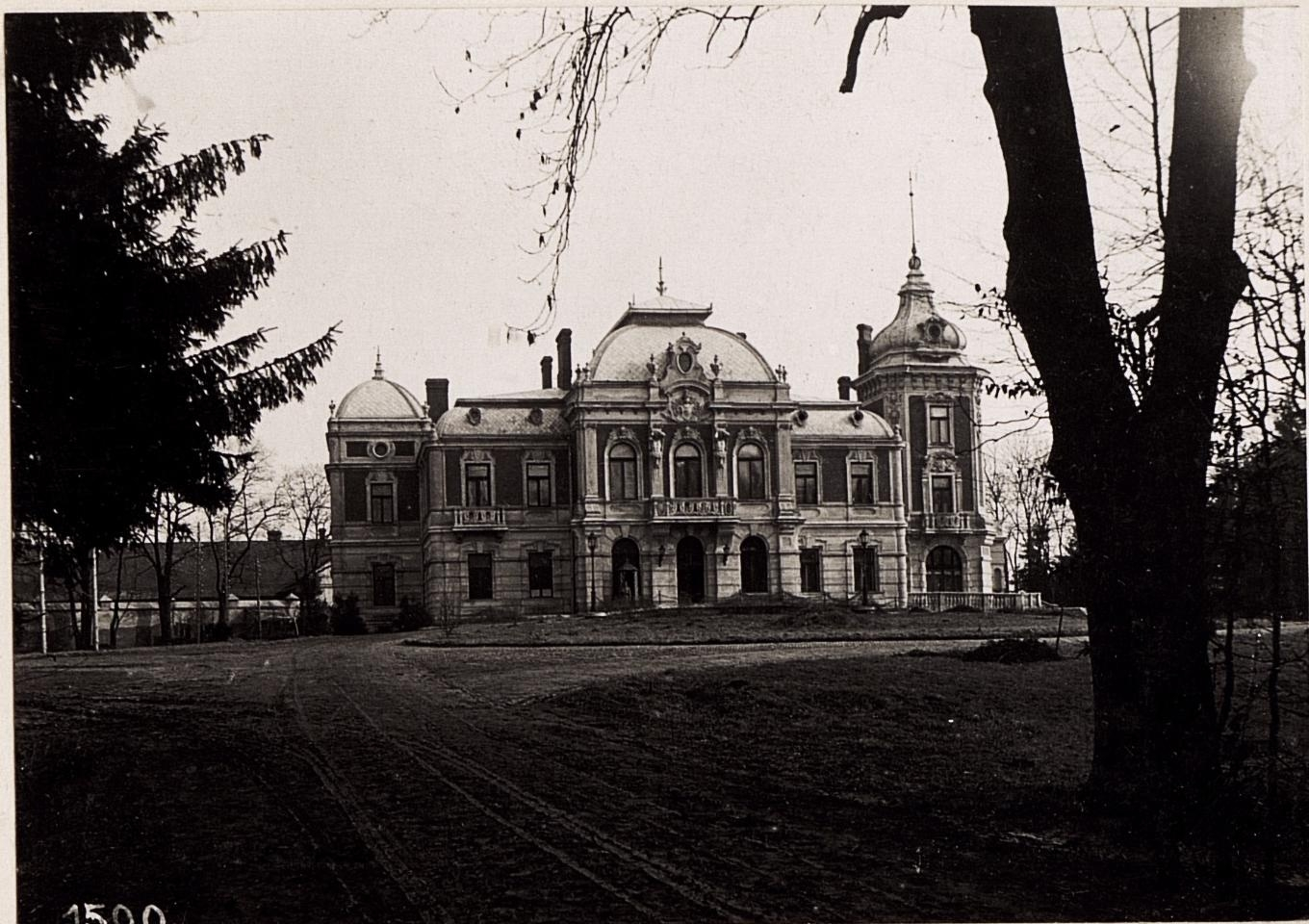
Palais de Tatarkiv en Ukraine.

Le Palais Lanckoroński de Vienne.